# 基拉沃格 (紐約州)
基拉沃格（英語：Killawog）是位於美國紐約州布魯姆縣的非建制地區。

## 歷史
基拉沃格的郵局自1852年營運至今。

## 地理
基拉沃格所處的海拔為高於海平面307米（即1007英呎），而該地所採用的時區為UTC-5，即北美东部时区（EST）。同時該地設有夏令時間，為UTC-5調快一小時，即UTC-4（EDT）。